# Ceresium delauneyi
Ceresium delauneyi là một loài bọ cánh cứng trong họ Cerambycidae.